# Yaginumia
Yaginumia là một chi nhện trong họ Araneidae.